# Nolwenn Bena
Nolwenn Bena est une joueuse internationale française de rink hockey née le 15 juin 1997.

## Biographie

### Carrière
Elle commence le rink hockey à l'âge de 8 ans au sein du club d'Aix-les-Bains. Puis à l'âge de 12 ans, elle rejoint le club de Seynod.

### Vie privée
Elle obtient un baccalauréat scientifique en 2015.

## Palmarès
En 2012, alors âgée de 15 ans, elle est sacrée championne du monde.
En 2016, elle participe au championnat du monde.